# Francisco Maturana
Francisco Antonio Maturana (Quibdó, 15 februari 1949) is een voormalig profvoetballer uit Colombia, die vooral naam verwierf als voetbalcoach. Hij was (met tussenpozen) viermaal bondscoach van zijn vaderland Colombia, waarmee hij tweemaal deelname afdwong aan het wereldkampioenschap voetbal: 1990 en 1994.

## Clubcarrière
Maturana speelde ruim tien seizoenen als verdediger in eigen land voor Atlético Nacional, waarna hij zijn carrière afsloot bij achtereenvolgens Atlético Bucaramanga en Deportes Tolima.

## Interlandcarrière
Maturana kwam in totaal zes keer (nul doelpunten) uit voor de nationale ploeg van Colombia in het jaar 1981. Hij maakte zijn debuut op 1 februari 1981 in de vriendschappelijke thuiswedstrijd tegen Brazilië, onder leiding van de Argentijnse bondscoach Carlos Bilardo.
| Interlands van Francisco Maturana voor Colombia | Interlands van Francisco Maturana voor Colombia | Interlands van Francisco Maturana voor Colombia | Interlands van Francisco Maturana voor Colombia | Interlands van Francisco Maturana voor Colombia | Interlands van Francisco Maturana voor Colombia |
| №                                               | Datum                                           | Wedstrijd                                       | Uitslag                                         | Competitie                                      | Goals                                           |
| Als speler van Atlético Bucaramanga             | Als speler van Atlético Bucaramanga             | Als speler van Atlético Bucaramanga             | Als speler van Atlético Bucaramanga             | Als speler van Atlético Bucaramanga             | Als speler van Atlético Bucaramanga             |
| ----------------------------------------------- | ----------------------------------------------- | ----------------------------------------------- | ----------------------------------------------- | ----------------------------------------------- | ----------------------------------------------- |
| 1                                               | 1 februari 1981                                 | Colombia – Brazilië                             | 1 – 1                                           | Vriendschappelijk                               | 0                                               |
| 2                                               | 19 maart 1981                                   | Colombia – Chili                                | 1 – 2                                           | Vriendschappelijk                               | 0                                               |
| 3                                               | 2 juli 1981                                     | Colombia – Spanje                               | 1 – 1                                           | Vriendschappelijk                               | 0                                               |
| 4                                               | 26 juli 1981                                    | Colombia – Peru                                 | 1 – 1                                           | WK-kwalificatie                                 | 0                                               |
| 5                                               | 9 augustus 1981                                 | Uruguay – Colombia                              | 3 – 2                                           | WK-kwalificatie                                 | 0                                               |
| 6                                               | 16 augustus 1981                                | Peru – Colombia                                 | 2 – 0                                           | WK-kwalificatie                                 | 0                                               |

## Trainerscarrière
Maturana heeft een rijke carrière als trainer-coach achter de rug. Hij was bondscoach van Colombia (1987-1994), Ecuador (1995-1997), Costa Rica (1999), Peru (1999-2000), opnieuw Colombia (2001-2003) en Trinidad & Tobago (2008-2009).
Naam maakte hij vooral in zijn eerste periode als bondscoach van Colombia. Voetbal moest in zijn ogen gespeeld worden naar de geest van het Zuid-Amerikaanse land: opgewekt, creatief, trots, een vleugje fantasie, agressiviteit en ook oog voor de organisatie. Maturana leidde Colombia naar de WK-eindronden van 1990 en 1994. Bij dat laatste toernooi in de Verenigde Staten trad aan als een van de outsiders, omdat het land indruk had gemaakt in de Zuid-Amerikaanse kwalificatiezone. De selectie onder leiding van Maturana bleef zonder nederlaag en versloeg onder meer tweemaal Argentinië. Vooral de ruim uitgevallen uitzege (0-5), behaald op 5 september 1993 in Buenos Aires, maakte internationaal veel indruk. "Plaatsing hangt niet van onszelf af. Het is als dansen op muziek die te snel draait", zei Maturana voorafgaand aan het toernooi.
Maar in de Verenigde Staten vielen de prestaties tegen en kon Colombia voortijdig naar huis na nederlagen tegen Roemenië (1-3) en gastland Amerika (1-2). De afsluitende zege op Zwitserland (2-0) mocht niet meer baten. De Colombianen waren afhankelijk van de uitslag in Los Angeles, waar de Verenigde Staten en Roemenië tegen elkaar speelden. Colombia was alleen gebaat bij een forse zege van de WK-organisator, maar het waren de Oost-Europeanen die met 1-0 zegevierden door een treffer van verdediger Dan Petrescu. Maturana, die na het toernooi in dienst trad als trainer van Atlético Madrid, had voorafgaand aan de wedstrijd al zijn ontslag ingediend. De uitschakeling van Colombia werd naderhand overschaduwd door de moord op verdediger Andrés Escobar, die op 2 juli 1994 in zijn geboortestad Medellín werd doodgeschoten, luttele dagen nadat hij bij het WK een eigen doelpunt had gemaakt tegen de Verenigde Staten.
Colombia speelde als enige Zuid-Amerikaanse land ook écht Zuid-Amerikaans voetbal, had Maturana aan de vooravond van het WK gezegd. Alle andere landen, inclusief de latere kampioen Brazilië, hadden hun identiteit verloren door te kiezen voor een Europese aanpak. Het voetbal van de Colombianen werd geroemd sinds de aanstelling van Maturana in 1987. Hij verloste zijn spelers van een minderwaardigheidscomplex ten opzichtige van toonaangevende voetballanden als Brazilië en Argentinië (in het Spaans El processo Maturana genoemd) door ze rollen te geven die aansloten op hun kwaliteiten. Bovendien ontwikkelde Maturana ook het strategisch vermogen van zijn spelers.
Maturana was na het WK-avontuur in 1994 slechts korte tijd trainer van Atlético Madrid. Op 30 oktober van dat jaar nam hij ontslag na de thuisnederlaag tegen Betis Sevilla (0-2). Dat betekende de zesde competitienederlaag in negen wedstrijden, waardoor Atlético met vijf punten op de derde plaats van onderen stond. De opvolger van Maturana was de Argentijn Jorge d'Allesandro.
| Interlands Costa Rica onder leiding van Francisco Maturana | Interlands Costa Rica onder leiding van Francisco Maturana | Interlands Costa Rica onder leiding van Francisco Maturana | Interlands Costa Rica onder leiding van Francisco Maturana | Interlands Costa Rica onder leiding van Francisco Maturana | Interlands Costa Rica onder leiding van Francisco Maturana |
| №                                                          | Datum                                                      | Wedstrijd                                                  | Uitslag                                                    | Competitie                                                 |                                                            |
| ---------------------------------------------------------- | ---------------------------------------------------------- | ---------------------------------------------------------- | ---------------------------------------------------------- | ---------------------------------------------------------- | ---------------------------------------------------------- |
| 1                                                          | 28 januari 1999                                            | Costa Rica – Ecuador                                       | 0 – 0                                                      | Vriendschappelijk                                          |                                                            |
| 2                                                          | 10 februari 1999                                           | Jamaica – Costa Rica                                       | 1 – 1                                                      | Vriendschappelijk                                          |                                                            |
| 3                                                          | 24 februari 1999                                           | Costa Rica – Jamaica                                       | 9 – 0                                                      | Vriendschappelijk                                          |                                                            |
| 4                                                          | 17 maart 1999                                              | Costa Rica – Belize                                        | 7 – 0                                                      | UNCAF Cup                                                  |                                                            |
| 5                                                          | 21 maart 1999                                              | Costa Rica – Honduras                                      | 0 – 1                                                      | UNCAF Cup                                                  |                                                            |
| 6                                                          | 24 maart 1999                                              | Costa Rica – Guatemala                                     | 1 – 0                                                      | UNCAF Cup                                                  |                                                            |
| 7                                                          | 26 maart 1999                                              | Costa Rica – Honduras                                      | 1 – 2                                                      | UNCAF Cup                                                  |                                                            |
| 8                                                          | 28 maart 1999                                              | Costa Rica – El Salvador                                   | 4 – 0                                                      | UNCAF Cup                                                  |                                                            |
| 9                                                          | 29 mei 1999                                                | Chili – Costa Rica                                         | 3 – 0                                                      | Vriendschappelijk                                          |                                                            |
| 10                                                         | 17 juli 1999                                               | Costa Rica – Saoedi-Arabië                                 | 1 – 0                                                      | Vriendschappelijk                                          |                                                            |
| 11                                                         | 18 augustus 1999                                           | Uruguay – Costa Rica                                       | 5 – 4                                                      | Vriendschappelijk                                          |                                                            |

| Interlands Peru onder leiding van Francisco Maturana | Interlands Peru onder leiding van Francisco Maturana | Interlands Peru onder leiding van Francisco Maturana | Interlands Peru onder leiding van Francisco Maturana | Interlands Peru onder leiding van Francisco Maturana | Interlands Peru onder leiding van Francisco Maturana |
| №                                                    | Datum                                                | Wedstrijd                                            | Uitslag                                              | Competitie                                           |                                                      |
| ---------------------------------------------------- | ---------------------------------------------------- | ---------------------------------------------------- | ---------------------------------------------------- | ---------------------------------------------------- | ---------------------------------------------------- |
| 1                                                    | 17 november 1999                                     | Peru – Slowakije                                     | 2 – 1                                                | Vriendschappelijk                                    |                                                      |
| 2                                                    | 1 december 1999                                      | Peru – Honduras                                      | 0 – 0                                                | Vriendschappelijk                                    |                                                      |
| 3                                                    | 14 februari 2000                                     | Haïti – Peru                                         | 1 – 1                                                | CONCACAF Gold Cup                                    |                                                      |
| 4                                                    | 16 februari 2000                                     | Verenigde Staten – Peru                              | 1 – 0                                                | CONCACAF Gold Cup                                    |                                                      |
| 5                                                    | 19 februari 2000                                     | Honduras – Peru                                      | 3 – 5                                                | CONCACAF Gold Cup                                    |                                                      |
| 6                                                    | 23 februari 2000                                     | Colombia – Peru                                      | 2 – 1                                                | CONCACAF Gold Cup                                    |                                                      |
| 7                                                    | 29 maart 2000                                        | Peru – Paraguay                                      | 2 – 0                                                | WK-kwalificatie                                      |                                                      |
| 8                                                    | 26 april 2000                                        | Chili – Peru                                         | 1 – 1                                                | WK-kwalificatie                                      |                                                      |
| 9                                                    | 4 juni 2000                                          | Peru – Brazilië                                      | 0 – 1                                                | WK-kwalificatie                                      |                                                      |
| 10                                                   | 29 juni 2000                                         | Ecuador – Peru                                       | 2 – 1                                                | WK-kwalificatie                                      |                                                      |
| 11                                                   | 19 juli 2000                                         | Peru – Colombia                                      | 0 – 1                                                | WK-kwalificatie                                      |                                                      |
| 12                                                   | 26 juli 2000                                         | Uruguay – Colombia                                   | 0 – 0                                                | WK-kwalificatie                                      |                                                      |
| 13                                                   | 16 augustus 2000                                     | Peru – Venezuela                                     | 1 – 0                                                | WK-kwalificatie                                      |                                                      |
| 14                                                   | 3 september 2000                                     | Peru – Argentinië                                    | 1 – 2                                                | WK-kwalificatie                                      |                                                      |

## Erelijst

### Speler
Atlético Nacional
- Colombiaans landskampioen

1973, 1976

### Manager
Atlético Nacional
- Copa Libertadores

1989
- Copa Interamericana

1990
 América de Cali
- Colombiaans landskampioen

1992
 Costa Rica
- UNCAF Nations Cup

1999
 Colombia
- Copa América

2001
 Al-Hilal
- Saoedisch landskampioen

2002